# Old Shatterhand (szereplő)

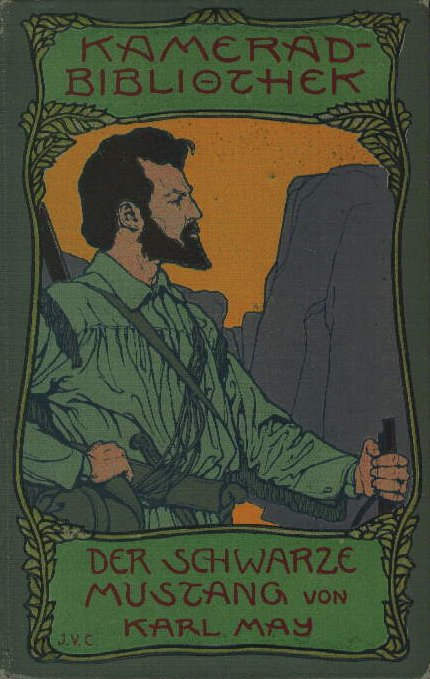
Old Shatterhand a Fekete Musztáng első kiadásának könyvborítóján (1899)

Old Shatterhand kitalált személy, fehér bőrű barátja és vértestvére Winnetounak, az apacsok Mescalero törzsének kitalált törzsfőnökének. Karl May indiánregényeinek főhőse. Ugyanez a hős Karl May keleti tárgyú regényeiben Kara Ben Nemzi néven szerepel, eredeti neve Charlie.

## A karakter eredete
A könyv megjelenése után kritikusok úgy gondolták, hogy a főhős alakját May saját magával azonosítja. Ezt az író kezdetben csaknem cáfolta, majd – érthető okokból – inkább erősítette.
Karl May korában az „Old” előnév a megfontoltságot jelentette, és főhőse a tipikus amerikai jellemvonásaival a hős mintaképévé vált.
Old Shatterhand a nevét Sam Hawkins nevű barátjától kapta – aki eredetileg német, de a történetek időpontjában már „tapasztalt rókának” számított a Vadnyugaton -, mert képes volt puszta kézzel kiütni ellenfelét.
Old Shatterhandnek két kedvenc fegyvere volt, a „Medveölő” („Bäretöter”) és a „Henry-puska” („Henry Stutzen”), amelyeket a kitalált (az igazi Benjamin Tyler Henry (1821–1898) fegyvergyárossal nem azonos) st. louisi Henry fegyvergyártó készített. A Henry-puska képes volt 25 lövést leadni újratöltés nélkül.
Old Shatterhand a „Hatatitl” (Villám) nevű lován lovagolt, {Swallow (Fecske) nevű lova csak az Old Firehand című részben szerepel, és mindkettőjüknek volt még más lova is} Winnetoutól „Iltschi”-n, Villám testvérén (Szélvihar/Szél) lovagolt.
(Feltehetően nemcsak Swallowt, hanem Hatatitlt is Winnetoutól kapta ajándékba.)

### Xántus János

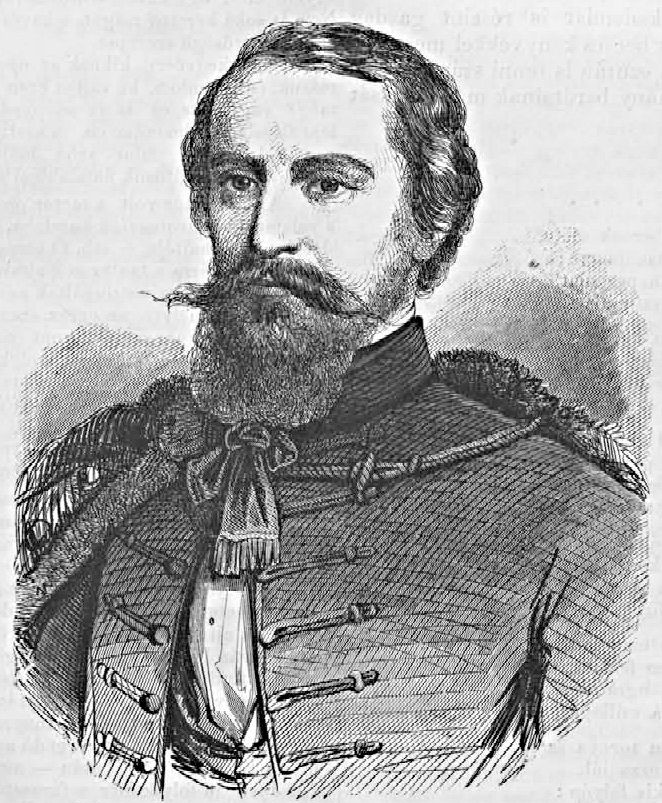
Xántus János (John Xantus de Vesey) (1825–1894) természettudós, utazó, néprajzkutató (Vasárnapi Ujság, 1862. február 9.)

Széles körben elterjedt, de hitelesen alá nem támasztott nézet, hogy Old Shatterhand alakját Karl May a magyar Xántus Jánosról mintázta. 
Valószínűbb, hogy a karaktert Karl May saját magával azonosítja, és egyes szám első személyben meséli el a történeteket. Winnetou Old Shatterhandet mindig „Sárli testvéremnek” nevezi (Sárli = Csárli = Charlie = Karl).
Xántus, akinek a nevét Győrben múzeum és állatkert is őrzi, tényleg sok időt eltöltött Amerikában. Többek között az új vasútvonal (a fehér embernek az a beavatkozása, aminek hatására a civilizáció mindenhová eljutott, és az indiánokat rezervátumokba szorították vissza) felmérésénél segédkezett, mint rajzoló. De vezetett tudományos expedíciót is a Smithsonian Museum felkérésére. A vadonban átélt élményeiről és tudományos felfedezéseiről nem csupán leveleiből értesülhetett a nagyérdemű, hazatérése után több tudományos turnét is tartott Európa nagyvárosaiban.
A vélelmezett párhuzam Xántus és Old Shatterhand között Németh Imre 1959-ben Budapesten kiadott ifjúsági regényén alapul, melynek címe: A Bíbor-tenger partján. Xántus János életregénye. E könyv német fordítását olvasva indította útjára Manfred Hecker Karl May-kutató az elméletet. 

### A Xantus-film
1978-ban Bukarestben jelent meg Franz Remmel, romániai német író, újságíró, kutató könyve Über alle sieben Meere címmel, ami tovább erősítette az elképzelést, hogy Old Shatterhand karaktere eredetileg talán magyar volt. Az író kutatásai során arra a következtetésre jutott, hogy Karl May híres indián regényeinek ihletője és forrásanyaga Xántus János geográfus-utazó, vadnyugatkutató naplója és hazaküldött levelezése lehetett. 
Remmel írásai és kutatásai alapján Xántus János leszármazottjai 2006-ban 56 perces dokumentumfilmet készítettek Magyar volt-e Old Shatterhand? címmel, amely bemutatja Xántus amerikai utazásainak hiteles helyszíneit, valamint keresi az összefüggéseket a világhírű indiánregények és Xantus írásainak összevetésével.
A filmben nagy szerepet kap egy bizonyos Henry-karabély, (eleinte ezek a karabélyok egyedi megrendelésre készültek, hiszen Henryék nem gyártottak rövidített csövű puskát, csak később rendszeresítették) aminek John Xantus névvel ellátott ezüstözött változata Gödöllőn került elő, és jelenleg a győri Xántus János Múzeumban látható. A Winnetou-regény pedig egy Henry nevű fegyverkovács műhelyében kezdődik, aki a Zöldfülűnek ajándékoz egy medveölőt. A Gödöllőn talált fegyverről egyébként kiderült, hogy nem a szériában gyártott fegyverről, hanem egy korai prototípusról van szó. Ez egybevág azzal, hogy Xantus jobbára 1860 előtt járt Amerikában, mielőtt a szabadalmat Benjamin Tyler Henry bejelentette, és megvolt az esélye, hogy találkozott vele.
- rendező: Xantus Gábor
- forgatókönyvíró: Xantus János, Xantus Gábor
- operatőr: Xantus Áron
- közreműködnek: dr. Kubassek János, dr. Szabó Péter, Franz Remmel

## FilmekOld Shatterhanddel
Old Shatterhand szerepét a német Karl May-filmek szerződtetésében az 1960-as években Lex Barker amerikai színész játszotta el.
- Az Ezüst-tó kincse (Der Schatz im Silbersee) (1962)
- Winnetou 1. rész (1963)
- Old Shatterhand (1964)
- Winnetou 2. rész (1964)
- Winnetou 3. rész (1965)
- Winnetou és a félvér Apanacsi (Winnetou und das Halbblut Apanatschi) (1966)
- Winnetou és Old Shatterhand a Holtak Völgyében (Winnetou und Shatterhand im Tal der Toten) (1968)